# Jean André Deluc
Jean André Deluc   (Ginebra, 8 de febrer de 1727 - Windsor, 7 de novembre de 1817) va ser un científic suís que va ser el que va utilitzar el terme geologia, també va ser un dels primers científics a visitar i estudiar l'alta muntanya.

## Biografia
Era fill de François Deluc, un rellotger amic de Jean-Jacques Rousseau, Jean André Deluc va estudiar els fenòmens atmosfèrics, en particular la determinació de l'altitud mitjançant un baròmetre. Junt amb el seu germà va ser un precursor de l'alpinisme equipats amb instruments científics de mesura.J. A. Deluc perfeccionà els baròmetres, termòmetres i higròmetres. Va ser membre de la Royal Society i obtingué la Medalla Copley.
Jean-André Deluc va néixer a Ginebra. La seva família, procedent de Lucca (Itàlia), havia arribat a Suïssa al segle XV.2 La seva mare era Françoise Huaut, i el seu pare, Jacques-François Deluc, va escriure una refutació de Bernard Mandeville i d'altres escriptors racionalistas.3 4
Com a alumne de Georges-Louis Li Sage, Jean-André Deluc va rebre una educació bàsica en matemàtiques i en ciències naturals. L'activitat empresarial va ocupar bona part dels seus primers anys d'adult, amb l'excepció de la seva recerca científica als Alps. Amb l'ajuda del seu germà Guillaume-Antoine, va formar una esplèndida col·lecció de mineralogia i d'història natural.5 juny
També va participar en política. En 1768, va ser enviat en una ambaixada a el Duc de Choiseul a París, guanyant-se la seva amistat. En 1770 es va convertir en membre de Consell dels Dos-cents a Ginebra.
Tres anys més tard, els revessos empresarials el van forçar a deixar la seva ciutat natal; a la qual tornaria breument i només una vegada. El canvi el va alliberar de tasques no científiques; sense massa remordiments es va traslladar a Anglaterra en 1773, on va ser nomenat lector de la Reina Charlotte, un càrrec que va mantenir durant quaranta-quatre anys, proporcionant-li temps lliure i considerables ingressos.
A la part final de la seva vida va realitzar diverses visites a Suïssa, França, Holanda i Alemanya. A l'inici de la seva visita Alemanya (1798-1804), va ser distingit com a professor honorari de filosofia i geologia a la Universitat de Göttingen, el que el va ajudar en la realització de missions diplomàtiques per al rei Jorge III. De tornada a Anglaterra, va emprendre una visita geològica de país (1804-1807) .7
El 1773, Jean André Deluc va ser escollit membre de la Royal Society; va ser corresponsal de l'Acadèmia de Ciències de França i membre de diverses altres societats científiques. Va morir a Windsor (Berkshire), Anglaterra, en 1817, després de gairebé 70 anys dedicats a la investigació.

## Publicacions
Les principals són:
- Théorie des baromètres et des thermomètres ;
- Nouvelles idées sur la météorologie ;
- Lettres à la reine d'Angleterre sur les montagnes et l'histoire de la Terre, 1778-1780 ;
- Éléments de géologie ;
- Voyages géologiques, 1810.